# Gabriel Sagard
Gabriel Sagard (... – 1636) è stato un missionario ed etnografo francese.
Apparteneva all'ordine dei Frati minori recolletti in qualità di frate converso.

## Biografia
Le origini di Sagard e la sua data di nascita sono sconosciute. Si sa che la sua attività si svolse tra il 1614 e il 1636. Pare che il suo nome religioso fosse quello di Théodat, ma firmò le sue opere con il suo vero nome, Gabriel.
Sagard fu uno dei primo missionari francesi inviati nella Nuova Francia, dove arrivò il 28 giugno 1623 come accompagnatore di padre Nicholas Viel, che fu mandato a raggiungere altri quattro membri dell'ordine dei Frati minori recolletti,  che si trovavano lì dal 1615 sotto la guida di padre Denis Jamet. Due mesi dopo il suo arrivo, Sagard fu inviato in un villaggio degli Uroni posto a sud del Lago Huron, dove studiò il linguaggio della popolazione e svolse la sua attività missionaria. Nel luglio del 1624 ricevette dai suoi superiori l'ordine di rientrare in Francia.
Nel 1632 pubblicò un libro sulla sua esperienza, intitolato Le grand voyage au pays des Hurons (Il grande viaggio nel paese degli Uroni). Per facilitare il lavoro dei missionari, Sagard redasse il Dictionnaire de la langue huronne (Dizionario della lingua urone), che uscì nel 1936 insieme al libro L'histoire du Canada (La storia del Canada), dove illustrò l'attività dei missionari recolletti in Canada.
Le notizie su Sagard si interrompono nel 1636; non si sa se in quell'anno sia morto o se abbia lasciato l'ordine.

## Opera culturale e scientifica
Nel libro Le grand voyage au pays des Hurons Sagard ha descritto gli usi e costumi degli Uroni e la fauna e la flora del territorio dove vivevano; inoltre ha raccontato gli avvenimenti accaduti durante il periodo della sua missione. Il suo "Dizionario della lingua urone" è considerato l'opera più considerevole riguardante una lingua indigena del Nord America e malgrado le sue imperfezioni è considerato ancora oggi l'opera più completa che sia disponibile sull'antica lingua urone.
Per le descrizioni precise e dettagliate fornite nelle sue opere, Sagard è considerato uno dei pionieri dell'etnografia.

## Riconoscimenti
La township canadese di Sagard in Québec è stata chiamata così in onore di Gabriel Sagard.